# 38e cérémonie des Oscars
La 38e cérémonie des Oscars, récompensant les films sortis en 1965 aux États-Unis, a eu lieu le 18 avril 1966 au Civic Auditorium de Santa Monica (Californie). 

## Cérémonie
La cérémonie a été retransmise sur ABC et pour la première fois en couleurs.
- Maitre de cérémonie : Bob Hope
- Dialoguiste : Hal Kanter
- Directeur musical : John Green
- Producteur : Joe Pasternak
- Producteur de la retransmission télévisée  : Richard Dunlap

## Palmarès
Les lauréats sont indiqués ci-dessous en premier de chaque catégorie et en gras.

### Meilleur film
- La Mélodie du bonheur (The Sound of Music) - Robert Wise, producteur 
  - Darling - Joseph Janni, producteur (G.-B.)
  - Des clowns par milliers (A Thousand Clowns) - Fred Coe, producteur
  - Le Docteur Jivago (Doctor Zhivago) - Carlo Ponti, producteur
  - La Nef des fous (Ship of Fools) - Stanley Kramer, producteur

### Meilleur réalisateur
- Robert Wise pour La Mélodie du bonheur
  - David Lean pour Le Docteur Jivago
  - John Schlesinger pour Darling
  - Hiroshi Teshigahara pour La Femme des sables (Suna no onna) (Japon)
  - William Wyler pour L'Obsédé (The Collector)

### Meilleur acteur
- Lee Marvin dans Cat Ballou d'Elliot Silverstein
  - Richard Burton dans L'Espion qui venait du froid (The Spy Who Came in from the Cold) de Martin Ritt
  - Laurence Olivier dans Othello de Stuart Burge (G.-B.)
  - Rod Steiger dans Le Prêteur sur gages (The Pawnbroker) de Sidney Lumet
  - Oskar Werner dans La Nef des fous

### Meilleure actrice
- Julie Christie dans Darling
  - Julie Andrews dans La Mélodie du bonheur
  - Samantha Eggar dans L'Obsédé
  - Elizabeth Hartman dans Un coin de ciel bleu (A Patch of Blue) de Guy Green (G.-B.)
  - Simone Signoret dans La Nef des fous

### Meilleur acteur dans un second rôle
- Martin Balsam dans Des clowns par milliers
  - Ian Bannen dans Le Vol du Phénix (The Flight of the Phoenix) de Robert Aldrich
  - Tom Courtenay dans Le Docteur Jivago
  - Michael Dunn dans La Nef des fous
  - Frank Finlay dans Othello

### Meilleure actrice dans un second rôle
- Shelley Winters dans Un coin de ciel bleu
  - Ruth Gordon dans Daisy Clover (Inside Daisy Clover) de Robert Mulligan
  - Joyce Redman dans Othello
  - Maggie Smith dans Othello
  - Peggy Wood dans La Mélodie du bonheur

### Meilleur scénario original
- Frederic Raphael pour Darling
  - Age, Scarpelli, Mario Monicelli, Tonino Guerra, Giorgio Salvioni et Suso Cecchi D'Amico pour Casanova 70 de Mario Monicelli (Italie)
  - Jack Davies et Ken Annakin pour Ces merveilleux fous volants dans leurs drôles de machines (Those Magnificent Men in their Flying Machines) de Ken Annakin (G.B.)
  - Jacques Demy pour Les Parapluies de Cherbourg de Jacques Demy (France)
  - Franklin Coen et Frank Davis pour Le Train (The Train) de John Frankenheimer

### Meilleure adaptation
- Robert Bolt pour Le Docteur Jivago
  - Walter Newman et Frank R. Pierson pour Cat Ballou
  - Stanley Mann et John Kohn pour L'Obsédé
  - Abby Mann pour La Nef des fous
  - Herb Gardner (en) pour Des clowns par milliers

### Meilleure direction artistique
Noir et blanc
- Robert Clatworthy et Joseph Kish pour La Nef des fous
  - Hal Pereira, Tambi Larsen, Ted Marshall et Josie MacAvin pour L'Espion qui venait du froid
  - Hal Pereira, Jack Poplin, Robert R. Benton et Joseph Kish pour Trente minutes de sursis (The Slender Thread) de Sydney Pollack
  - Robert Emmet Smith et Frank Tuttle pour Un caïd (King Rat) de Bryan Forbes
  - George W. Davis, Urie McCleary, Henry Grace et Charles S. Thompson pour Un coin de ciel bleu

Couleur
- John Box, Terry Marsh et Dario Simoni pour Le Docteur Jivago
  - Robert Clatworthy et George James Hopkins pour Daisy Clover
  - John DeCuir, Jack Martin Smith et Dario Simoni pour L’Extase et l’Agonie  (The Agony and the Ecstasy) de Carol Reed
  - Boris Leven, Walter M. Scott et Ruby R. Levitt pour La Mélodie du bonheur
  - Richard Day, William J. Creber, David S. Hall, Ray Moyer, Fred M. MacLean et Norman Rockett pour La Plus Grande Histoire jamais contée

### Meilleurs costumes
Noir et blanc
- Julie Harris pour Darling
  - Moss Mabry pour Morituri de Bernhard Wicki
  - Bill Thomas et Jean Louis pour La Nef des fous
  - Howard Shoup pour À corps perdu (A Rage to Live) de Walter Grauman
  - Edith Head pour Trente minutes de sursis

Couleur
- Phyllis Dalton pour Le Docteur Jivago
  - Edith Head et Bill Thomas pour Daisy Clover
  - Vittorio Nino Novarese pour L'Extase et l'Agonie
  - Dorothy Jeakins pour La Mélodie du bonheur
  - Vittorio Nino Novarese et Marjorie Best pour La Plus Grande Histoire jamais contée

### Meilleure photographie
Noir et blanc
- Ernest Laszlo pour La Nef des fous
  - Conrad L. Hall pour Morituri
  - Loyal Griggs pour Première Victoire (In Harm's Way) d’Otto Preminger
  - Burnett Guffey pour Un caïd
  - Robert Burks pour Un coin de ciel bleu

Couleur
- Freddie Young pour Le Docteur Jivago
  - Leon Shamroy pour L'Extase et l'Agonie
  - Russell Harlan pour La Grande Course autour du monde (The Great Race) de Blake Edwards
  - Ted D. McCord pour La Mélodie du bonheur
  - William C. Mellor et Loyal Griggs pour La Plus Grande Histoire jamais contée (The Greatest Story Ever Told) de George Stevens

### Meilleur montage
- William Reynolds pour La Mélodie du bonheur
  - Charles Nelson pour Cat Ballou
  - Norman Savage pour Le Docteur Jivago
  - Ralph E. Winters pour La Grande Course autour du monde
  - Michael Luciano pour Le Vol du Phénix

### Meilleur son
- James Corcoran (20th Century Fox SSD) et Fred Hynes (Todd-AO SSD) pour La Mélodie du bonheur
  - A.W. Watkins et Franklin Milton (MGM SSD) pour Le Docteur Jivago
  - James Corcoran (20th Century-Fox SSD) pour L’Extase et l’Agonie
  - George Groves (Warner Bros. SSD) pour La Grande Course autour du monde
  - Waldon O. Watson (Universal City SSD) pour Les Prairies de l'honneur (Shenandoah) d’Andrew V. McLaglen

### Meilleurs effets sonores
- Tregoweth Brown pour La Grande Course autour du monde
  - Walter Rossi pour L'Express du colonel Von Ryan (Von Ryan's Express) de Mark Robson

### Meilleurs effets visuels
- John Stears pour Opération Tonnerre (Thunderball) de Terence Young (G.-B.)
  - J. McMillan Johnson pour La Plus Grande Histoire jamais contée

### Meilleure chanson
- Johnny Mandel et Paul Francis Webster pour The Shadow of Your Smile  dans Le Chevalier des sables (The Sandpiper) de Vincente Minnelli
  - Jerry Livingston (musique) et Mack David (paroles) pour The Ballad of Cat Ballou dans Cat Ballou
  - Henry Mancini (musique) et Johnny Mercer (paroles) pour The Sweetheart Tree dans La Grande Course autour du monde
  - Michel Legrand (musique) et Jacques Demy (paroles) pour I Will Wait for You dans Les Parapluies de Cherbourg
  - Burt Bacharach (musique) et Hal David (paroles) pour What's New, Pussycat? dans Quoi de neuf, Pussycat ? (What's New, Pussycat ?) de Clive Donner

### Meilleure musique de film
Musique originale
- Maurice Jarre pour Le Docteur Jivago
  - Alex North pour L’Extase et l’Agonie
  - Michel Legrand et Jacques Demy pour Les Parapluies de Cherbourg
  - Alfred Newman pour La Plus Grande Histoire jamais contée
  - Jerry Goldsmith pour Un coin de ciel bleu

Adaptation
- Irwin Kostal pour La Mélodie du bonheur
  - Frank De Vol pour Cat Ballou
  - Don Walker pour Des clowns par milliers
  - Michel Legrand pour Les Parapluies de Cherbourg
  - Lionel Newman et Alexander Courage pour Trois filles à Madrid (The Pleasure Seekers) de Jean Negulesco

### Meilleur film en langue étrangère
- Le Miroir aux alouettes (Obchod na korze) de Ján Kadár et Elmar Klos  •  Tchécoslovaquie
  - Kwaidan de Masaki Kobayashi •  Japon
  - Käre John de Lars-Magnus Lindgren •  Suède
  - Mariage à l'italienne (Matrimonio all'italiana) de Vittorio De Sica •  Italie
  - Terre sanglante (To Χώμα ϐάφτηκε κόκκινο) de Vasílis Georgiádis •  Grèce

### Meilleur  long métrage documentaire
- The Eleanor Roosevelt Story de Richard Kaplan
  - The Battle of the Bulge… The Brave Rifles de Laurence E. Mascott
  - The Forth Road Bridge de Peter Mills
  - Let My People Go: The Story of Israel  de Marshall Flaum
  - Mourir à Madrid de Frédéric Rossif

### Meilleur court métrage (prises de vues réelles)
- Le Poulet de Claude Berri (France)
  - Fortress of Peace de Lothar Wolff
  - Skaterdater de Marshall Backlar et Noel Black
  - Snow de Edgar Anstey
  - Time Piece de Jim Henson

### Meilleur court métrage (documentaire)
- To Be Alive! produit par Francis Thompson
  - Mural on Our Street produit par Kirk Smallman
  - Nyitany produit par Hungarofilm
  - Point of View produit par National Tuberculosis Assoc
  - Yeats Country produit par Patrick Carey et Joe Mendoza

### Meilleur court métrage (animation)
- The Dot and the Line : A Romance in Lower Mathematics de Chuck Jones et Les Goldman
  - Clay or the Origin of Species de Eliot Noyes
  - La Gazza ladra d’Emanuele Luzzati

## Oscars spéciaux

### Oscar d'honneur
- Bob Hope pour sa contribution unique à l'industrie cinématographique et à l'Académie du Cinéma

### Irving G. Thalberg Memorial Award
- William Wyler

### Jean Hersholt Humanitarian Award
- Edmond L. De Patie

## Oscars scientifiques et techniques

### Oscars scientifiques et d'ingénierie
- Arthur J. Hatch (Strong Electric Corp.) pour le développement du Air Blown Carbon Arc Projection Lamp
- Stefan Kudelski pour le développement de l’enregistreur sonore portable Nagra 1/4’’

## Statistiques

### Récompenses
| 5 Oscars - Le Docteur Jivago - La Mélodie du bonheur 3 Oscars - Darling 2 Oscars - La Nef des fous | 1 Oscar - Cat Ballou - Des clowns par milliers - Le Chevalier des sables - La Grande Course autour du monde - Le Miroir aux alouettes - Opération Tonnerre - Un coin de ciel bleu |

### Nominations
| 10 nominations - Le Docteur Jivago - La Mélodie du bonheur 8 nominations - La Nef des fous 6 nominations - La Plus Grande Histoire jamais contée 5 nominations - Cat Ballou - Darling - L’Extase et l’Agonie - Un coin de ciel bleu 4 nominations - Des clowns par milliers - La Grande Course autour du monde - Othello - Les Parapluies de Cherbourg 3 nominations - Daisy Clover - L'Obsédé 2 nominations - L'Espion qui venait du froid - Morituri - Trente minutes de sursis - Un caïd - Le Vol du Phénix | 1 nomination - À corps perdu - Casanova 70 - Ces merveilleux fous volants dans leurs drôles de machines - Le Chevalier des sables - Käre John - L'Express du colonel Von Ryan - La Femme des sables - Kwaïdan - Mariage à l'italienne - Le Miroir aux alouettes - Opération Tonnerre - Les Prairies de l'honneur - Première Victoire - Le Prêteur sur gages - Quoi de neuf, Pussycat ? - Terre sanglante - Le Train - Trois filles à Madrid |